# Catocala carbonaria
Catocala carbonaria är en fjärilsart som beskrevs av Otto Staudinger 1870. Catocala carbonaria ingår i släktet Catocala och familjen nattflyn. Inga underarter finns listade i Catalogue of Life.